# 세계 사용성의 날

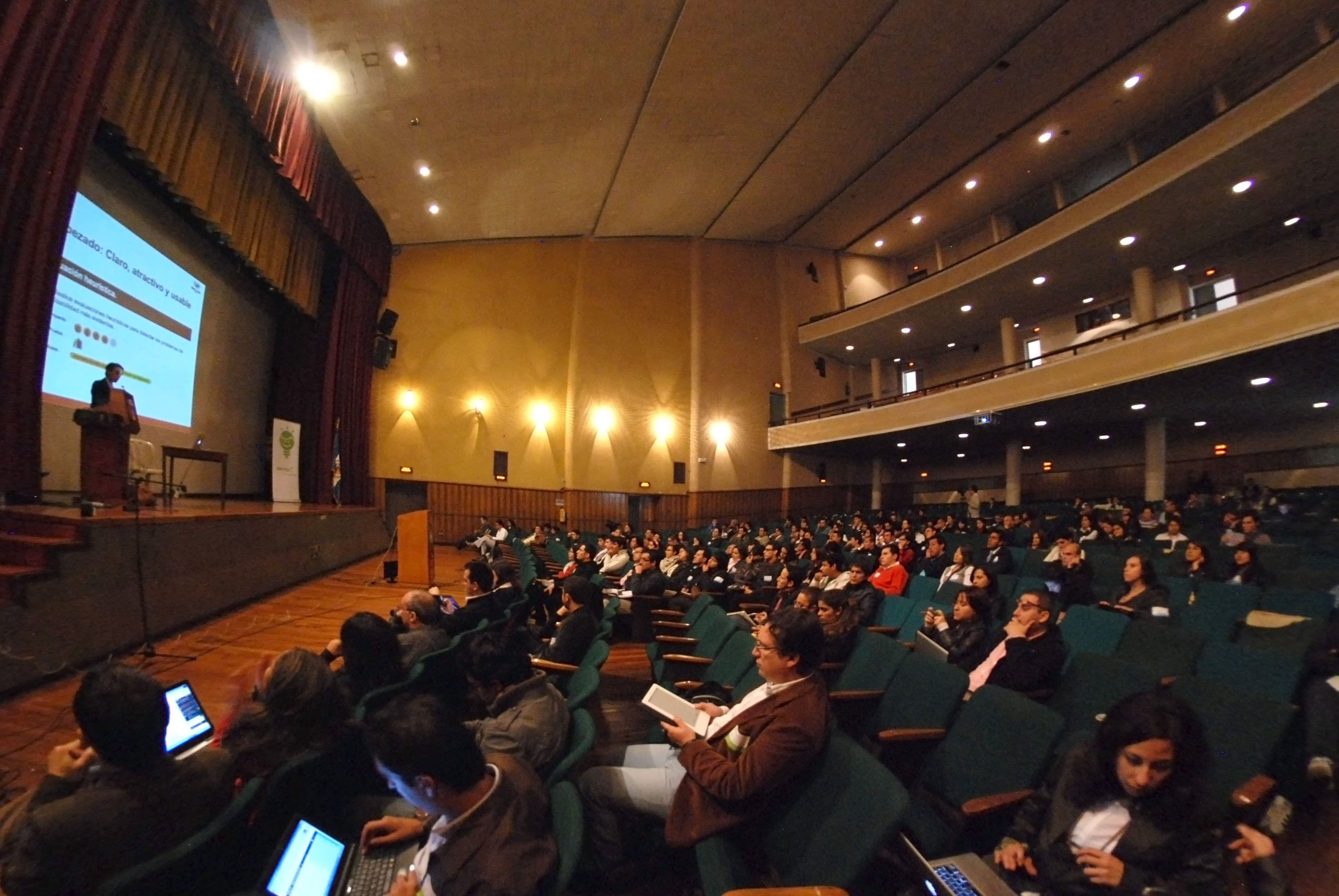

세계 사용성의 날(World Usability Day)는 사용성 공학, 사용자 중심 디자인과 보다 편리하고 안전한 삶을 위한 제품과 서비스를 만들고자 하는 노력의 가치를 널리 알리기 위한 행사이다. 2005년 11월 3일 처음 개최되었으며 사용성 전문가 협회 (Usability Professionals' Association)의 스폰서십에 의해 주최되고 있다. 2006년에는 11월 14일날 개최되었으며 4만여 명의 참가자들이 세계 35개 국가 175개 도시에서 참여하였다.
2007년의 세계 사용성의 날은 11월 8일이다.

## 한국의 행사
대한민국에서는 2007년 11월 8일 홍익대학교에서 세계 사용성의 날 행사가 개최되었다. 이 행사에서는 다양한 분야의 실무진과 학계, 학생들이 사용성에 관련된 발표와 토론을 하였다.